# São José dos Campos
São José dos Campos je brazilské město ve vnitrozemí státu São Paulo. Má rozlohu 1 099,8 km² a přibližně 697 tisíc obyvatel, jde o deváté nejlidnatější město ve státě São Paulo, 30. nejlidnatější město v Brazílii a 5. nejlidnatější město ležící ve vnitrozemí země. Městská práva má od roku 1767. V 19. století se v obci rozvíjelo zemědělství, především pěstování kávy. V druhé polovině 20. století ale začal převládat průmysl. Ve městě sídlí ústředí Embraeru. Ve městě jsou výzkumná centra pro výrobce letadel Embraer, Boeing a Airbus.